# Concertinatråd

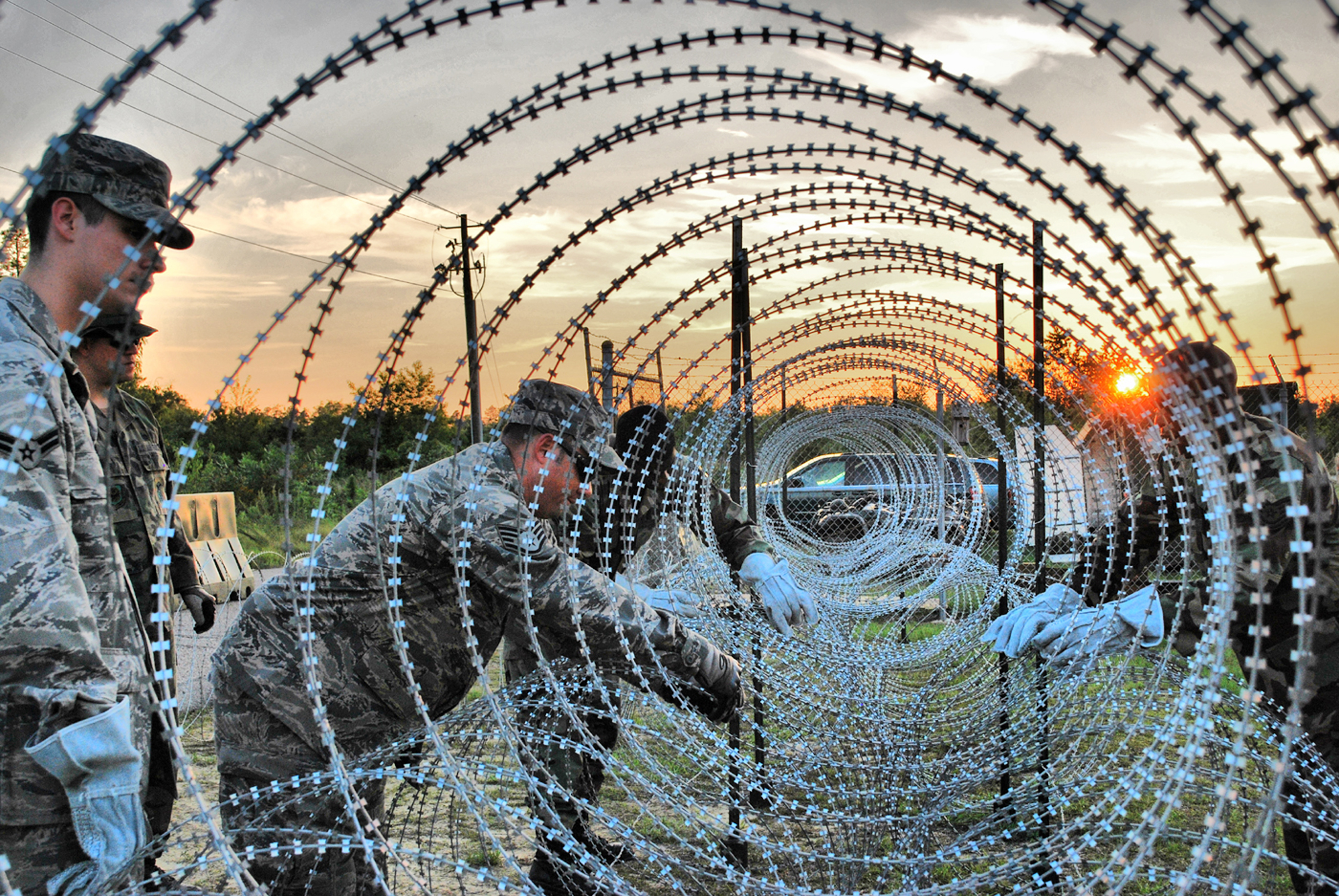
Amerikanska soldater lägger ut rakbladstråd vid McGuire Air Force Base i New Jersey.

Concertinatråd är en typ av rakbladstråd (jämför taggtråd) som tillverkas i rullar vilka kan dras ut som ett concertinadragspel. Varje rulle består av en enkel eller två motsatt rullade spiraler vilka i det senare fallet stödjer varandra när de dras ut.
Tråden används till exempel för att försvåra flyktförsök från fängelser.
Concertinatråd har använts i bland annat Ungern som 2015 satte upp tråd för att försvåra för flyktingar att ta sig in i landet. Den tyska tillverkaren Mutanox vägrade sälja sin tråd till Ungern då företaget inte ansåg att deras produkt är avsedd för sådana tillämpningar.

## Galleri

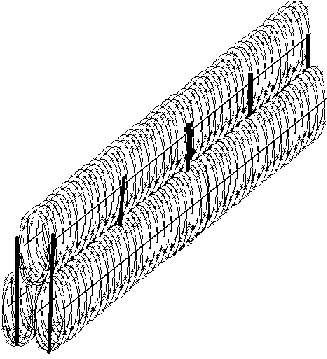
Concertinatråd
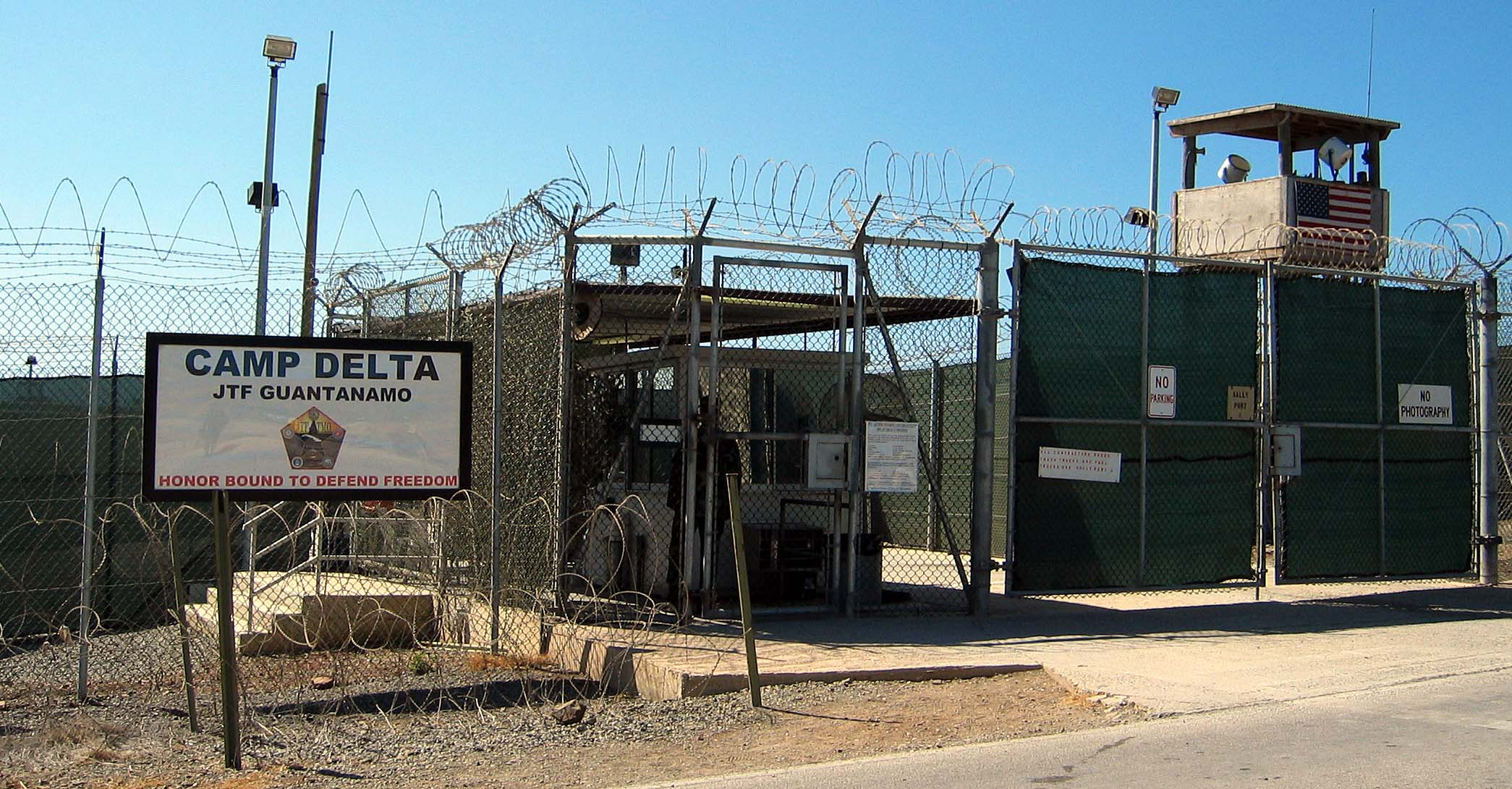
Concertinatråd kring Fånglängret vid Guantanamobukten.
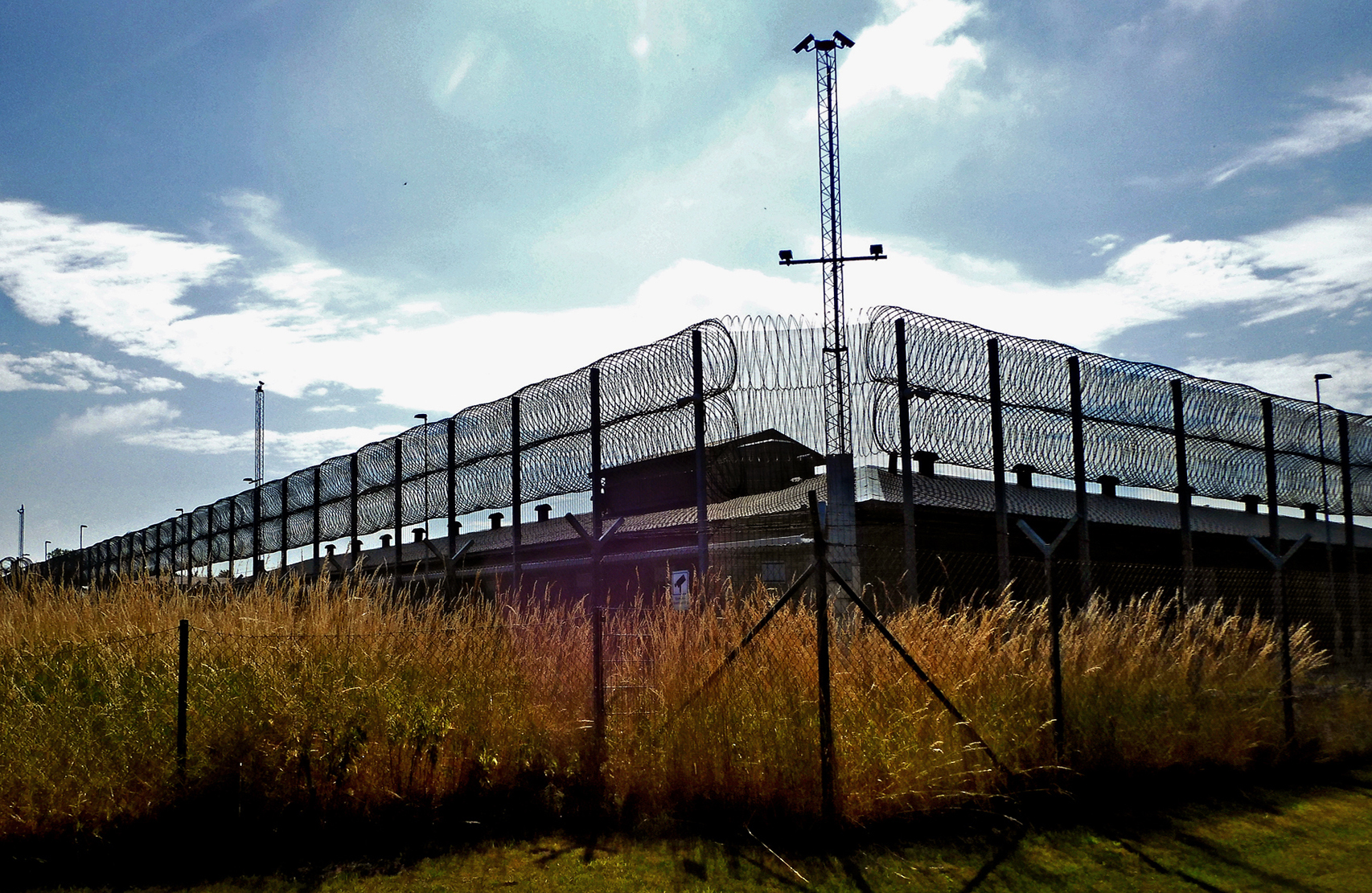
Stängsel med concertinatråd och taggtråd runt anstalten Ystad.